# E2-eliminatie
Een 1,2-eliminatie is een type eliminatiereactie dat via verschillende reactiemechanismen tot stand komen. Twee mechanismen van eliminaties die gewoonlijk in aanwezigheid van een sterke base verlopen zijn de E2-eliminatie en de E1cB-eliminatie. Bij deze reacties gaat het altijd om de eliminatie van HX.

## Verloop van de E2-eliminatie
Als broomethaan in ethanol is opgelost, zal geen HBr geëlimineerd worden; een E1-eliminatie treedt niet op omdat de stabiliteit van een ethylkation veel te klein is.
In aanwezigheid van een sterke base zoals C2H5O− treedt wel eliminatie op.
Zoals in de afbeelding is te zien, bestaat dit mechanisme uit één stap. In die stap vindt alles plaats na botsing van een substraatmolecuul en een basisch deeltje. Het afsplitsen van beide groepen, van vertrekkende groep X− en van H+, gebeurt tegelijkertijd in die ene stap. Het mechanisme van deze eliminatie is dus bimoleculair.
De E2-eliminatie is een tweede orde reactie; de snelheid van deze reactie is recht evenredig met zowel de concentratie van de base, [B−] als de concentratie van het substraat, [RX].
S = k[RX][B−]

### Stereochemie van E2-eliminatie

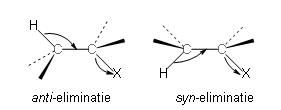
Anti- en syn-eliminatie

Een E2-eliminatie vindt in de regel als anti-eliminatie plaats. Het volgende model is hiervoor geopperd: het elektronenpaar van de verbroken C-H binding beweegt naar de achterzijde van de C-X binding en verstoot de vertrekkende groep (leaving group). Dit is analoog aan het model van de SN2-reactie.
Voorbeelden van anti-eliminatie uit de praktijk staan hieronder:
Een voorbeeld van een syn-eliminatie waarvan is vastgesteld dat het volgens het E2-mechanisme verloopt, is die van 2-fenylcyclohexyltosylaat:
In dit voorbeeld is geen anti-conformatie en dus ook geen anti-eliminatie mogelijk.
De suggestie is wel gewekt dat syn-eliminatie alleen voorkomt als sterische factoren de anti-eliminatie verhinderen. Deze suggestie is echter niet houdbaar omdat syn-eliminaties gemakkelijk verlopen als de ruimtelijke oriëntatie van de groepen H en X daartoe geschikt is. Het ziet ernaar uit dat sterische factoren uitmaken of een syn- dan wel anti-eliminatie plaatsvindt; de hierboven genoemde analogie met de SN2-reactie is dus niet adequaat.

## E1cB-eliminatie
De E1cB-eliminatie volgt een mechanisme waarbij in de eerste stap H+ wordt afgesplitst en waarbij een carbanion ontstaat. In de tweede stap wordt de binding tussen X− en het carbanion verbroken.